# VVVVVV
VVVVVV ist ein Jump-’n’-Run-Computerspiel des irischen, in England lebenden unabhängigen Spieleentwicklers Terry Cavanagh. Es wurde vollständig in Adobe Flash entwickelt und am 11. Januar 2010 für Windows und macOS, am 30. Mai 2014 für iOS und Android veröffentlicht.
Bei VVVVVV handelt es sich um einen genreübergreifenden Mix aus Denksportspiel und Plattformspiel, in dem der Spieler den Protagonisten Weltraum-Captain Viridian steuert, der zu Beginn des Spiels in einer Paralleldimension strandet und sich in der Folge auf die Suche nach seinen Crew-Mitgliedern begibt. Dabei kann die Spielfigur nicht wie in anderen Geschicklichkeitsspielen springen, dafür aber die Richtung der Gravitation umkehren.

## Handlung

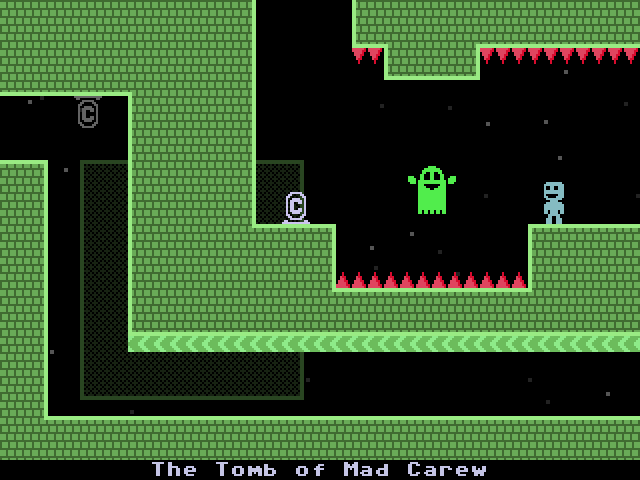
Captain Viridian muss dem grünen Geist ausweichen und die andere Seite des Abgrundes erreichen. Das C-Symbol stellt einen Checkpoint dar.

Auf dem Raumschiff des Protagonisten Captain Viridian kommt es zu einem Zwischenfall durch Dimensioneninterferenz. Durch einen Teleporter an Bord kann sich die Besatzung zunächst retten, die Crewmitglieder werden jedoch voneinander getrennt, sodass auch Captain Viridian sich alleine wiederfindet. Als Kapitän des Raumschiffs macht er es sich zur Aufgabe, alle Teammitglieder wiederzufinden und den Grund für die Störungen herauszufinden.

## Spielprinzip
Untypisch für ein Jump-n-Run-Spiel ist es dem Spieler in VVVVVV nicht möglich, zu springen. Stattdessen kann er per Tastendruck/Touch die Richtung der Gravitation ändern, sodass die Spielfigur entweder nach oben oder nach unten fällt. Auf diese Weise können die sich Captain Viridian in den Weg stellenden Hindernisse überwunden werden. Solche Hindernisse sind etwa Stacheln, die Viridian bei Berührung töten, oder umherfliegende Gegenstände, denen ausgewichen werden muss. Der Schwierigkeitsgrad steigert sich im Spielverlauf sukzessive und es werden immer wieder neue Spielelemente eingeführt. Oft steht der Spieler unter Zeit- oder Reaktionsdruck. So ist es üblich, dass für einzelne Passagen vergleichsweise viele Versuche benötigt werden, da die Spielfigur häufig stirbt. Um der sich hieraus potenziell ergebenden Frustration entgegenzuwirken, hat der Entwickler zahlreiche Checkpoints platziert, an denen der Protagonist wiederbelebt wird.
Das Spiel wird vollständig mit der Tastatur / dem Touchscreen bedient. Dabei benötigt der Spieler nur vier Tasten – die zwei Richtungstasten links und rechts sowie eine Aktionstaste (standardmäßig die Leertaste), mit der die Schwerkraft umgekehrt wird, außerdem die Enter-Taste, um Geräte zu bedienen, die sich im Level befinden.

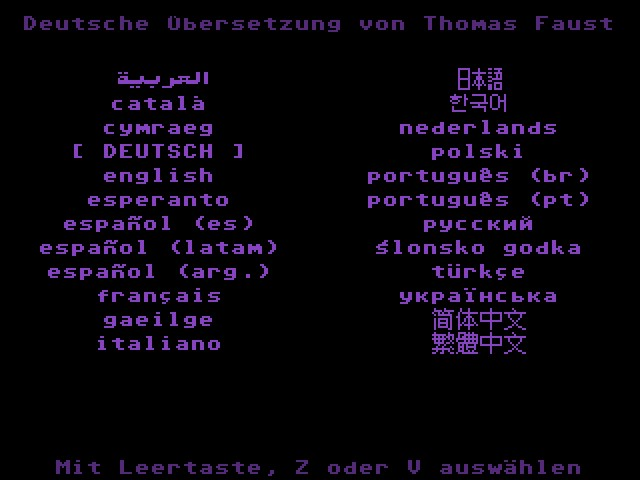
Neben Deutsch und Englisch stehen weitere Sprachen zur Auswahl

Nachdem das Spiel lange Zeit auf Englisch basiert hatte, wurden am 10. Januar 2024 mit Version 2.4 diverse Sprachen hinzugefügt. Sprites, die englische Wörter beinhalten, wurden auch angepasst.

## Technik
Der Grafikstil von VVVVVV orientiert sich an alten Commodore-64-Klassikern und erweckt mit seiner minimalistischen Darstellung so den Eindruck eines Retrospiels. Die Schriftart ist die originale des C64-Textmodus. Cavanagh sagte hierzu in einem Interview, er sei nicht besonders begabt in Grafikdesign, weshalb er wenigstens versuche, seine Spiele interessant wirken zu lassen.
Den offiziellen Soundtrack zum Spiel lieferte der Schwede Magnus Pålsson. Er beinhaltet schnelle, elektronische Chiptunemusik und wurde ebenfalls unter dem Titel PPPPPP auf der Website des Komponisten zum Verkauf veröffentlicht.

## Entwicklung
VVVVVV ist Cavanaghs erstes kommerziell vertriebenes Spiel. Es sei in seinen Augen ein Vorteil von Flashgames, die Spieler nicht zum Bezahlen des Spiels zwingen zu müssen, sondern dieses über Sponsoren finanzieren zu können. Wegen der Größe des Spiels jedoch sei er gezwungen gewesen, das Spiel zum Verkauf zu veröffentlichen. Zum Spieldesign sagte Cavanagh, er habe Spiele machen wollen, die so seien wie die C64-Spiele, mit denen er aufgewachsen sei.
Cavanagh erwähnte VVVVVV erstmals im Juni 2009 in seinem Blog Distractionware. Er schrieb damals, er habe schon zwei Wochen daran gearbeitet und wolle nicht viel länger als weitere zwei Wochen bis zur Fertigstellung brauchen. In den folgenden Wochen hielt er die Leser seines Blogs mit weiteren Screenshots und Erklärungen zum Spielprinzip und Status der Entwicklung auf dem Laufenden über den Fortschritt des Projekts.
Für die Entwicklung des Spiels hatte Cavanagh zuvor seine Anstellung in einer Bank gekündigt, obwohl er nicht genügend Rücklagen gebildet hatte, um sich seinen Lebensunterhalt zu finanzieren. Er rief daher auf seiner Website zum Spenden für sein innovatives Spiel auf und wurde von zahlreichen Geldspendern unterstützt – nach der ersten Woche hatte er bereits 1000 US-Dollar an Spendengeldern erhalten.

## Rezeption
VVVVVV erhielt „allgemein positive Bewertungen“ von Kritikern der Special-Interest-Presse. Wertungsaggregator Metacritic ermittelte überdurchschnittliche Gesamtwertungen von 95 (iOS), 83 (3DS), 81 (PC) und 80 (Switch) aus 100 Punkten auf Grundlage von über 50 Testberichten.
GamesRadar+ lobt die Zugänglichkeit durch das einfache Spielprinzip und einen hohen Spielspaß durch kreative Weiterentwicklung des vertrauten Jump-’n’-Run-Rezepts. Der Schwierigkeitsgrad steige jedoch zu schnell an, die Grafik sei rudimentär und die vom Spieler abverlangte Geduld sei für viele wohl zu hoch.
Computerspielmagazin IGN lobte das herausfordernde und spaßige Spielprinzip, kritisierte jedoch den hohen Preis der Nintendo-3DS-Umsetzung, die letztendlich nur eine einfache Portierung der PC-Fassung ohne Extras sei und vergab am Ende des Tests 7,5 von 10 Punkten: „Gut“. Eurogamer bemängelt eine kurze Spieldauer von etwa drei Stunden im Vergleich zum Kaufpreis, das Spiel rechtfertige dies jedoch teilweise durch hohe Ausgereiftheit, raffinierte Aufmachung und spieltechnische Exzellenz über die gesamte Spieldauer hinweg.

## Quellcodefreigabe
Am 11. Juli 2020 gab Terry Cavanagh den Quellcode des Spiels in Version 2.2 auf Github zum Betrachten und zum Download frei. Das Quelltextrepositorium enthält die Level und den Textdump, jedoch nicht Sprites, Icons und Musik. Diese sind separat erhältlich. Der Quelltext ist unter der VVVVVV Source Code License v1.0 verfügbar.